# Sockel 604
Der Sockel 604 ist ein Prozessorsockel für Intel-Serverprozessoren der Baureihe Xeon. Er wird von Intel für Workstation- und Server-Plattformen genutzt. Für Xeon DP (Dual Processor) wurde er inzwischen durch den Sockel 771 abgelöst. Als Besonderheit lassen sich alle Prozessoren für den Sockel 603 auch in Mainboards mit Sockel 604 einsetzen. Umgekehrt ist dies nicht möglich.